# Anilda Thomas
Anilda Thomas (Kothamangalam, 6 maggio 1993) è una velocista indiana, specializzata nei 400 metri piani.

## Biografia
Il 15 febbraio 2014 vola a Hangzhou per partecipare agli asiatici indoor 2014, dove ottiene un quarto posto nei 400 metri piani dietro alle medagliate Maryam Toosi, Yuliya Rakhmanova e Olga Andreyeva.
Nell'estate del 2016 prende parte alla staffetta 4×400 m dei Giochi olimpici di Rio de Janeiro 2016, come quarta componente di una squadra composta anche da Nirmala Sheoran, Tintu Lukka e Machettira Raju Poovamma, ma la squadra indiana si deve fermare alle batterie con un tempo di 3'29"53.

## Progressione
| Stagione | Risultato | Luogo             | Data       | Rank. Mond. |
| -------- | --------- | ----------------- | ---------- | ----------- |
| 2016     | 52"40     | Nuova Delhi       | 29-4-2016  |             |
| 2015     | 52"71     | Thiruvanathapuram | 11-2-2015  |             |
| 2014     | 52"62     | Kochi             | 18-12-2014 |             |

## Palmarès
| Anno | Manifestazione          | Sede           | Evento      | Risultato | Prestazione | Note |
| ---- | ----------------------- | -------------- | ----------- | --------- | ----------- | ---- |
| 2014 | Asiatici indoor         | Hangzhou       | 400 m piani | 4ª        | 56"08       |      |
| 2014 | Giochi del Commonwealth | Glasgow        | 4×400 m     | Finale    | dq          |      |
| 2016 | Giochi olimpici         | Rio de Janeiro | 4×400 m     | Batteria  | 3'29"53     |      |
| 2017 | Mondiali                | Londra         | 4×400 m     | Batteria  | dq          |      |